# 小行星20600
小行星20600（20600 Danieltse）是一颗绕太阳运转的小行星，为主小行星带小行星。该小行星于1999年9月8日发现。

## 轨道参数
小行星20600的轨道半长轴为2.7085130 UA，离心率为0.117。